# Masafumi Gotō
Masafumi Gotō (kanji: 後藤 正文; Shimada, 2 dicembre 1976) è un cantante, chitarrista e compositore giapponese.
È il chitarrista ritmico e principale compositore delle canzoni del gruppo j-rock Asian Kung-Fu Generation.

## Biografia
Masafumi ha incontrato i suoi attuali compagni di band Kensuke Kita e Takahiro Yamada in un club musicale della Kanto Gakuin University. I tre formarono gli Asian Kung-Fu Generation nel 1996, con il batterista Kiyoshi Ijichi che si unì alla band poco dopo. Come principale compositore del gruppo, a Gotō è riconosciuto il concepimento della maggior parte dei loro testi, ma egli ha una forte tendenza a dividere i rendimenti della composizione equamente tra i compagni di band. Il suo stile canoro alterna spesso melodie dolci cantate ad urla forti e aspre. Masafumi è laureato in Economia; le sue band preferite sono Weezer, Number Girl, Teenage Fanclub e Eastern Youth.
Nel 2010, Gotō ha aperto un'etichetta musicale, only in dreams, mentre nel 2012 ha avviato un progetto solista con la pubblicazione del singolo Lost, sotto lo pseudonimo Gotch. Nel 2014 è uscito il suo album di debutto come solista, Can't Be Forever Young, seguito nel 2016 da un secondo album, Good New Times.

## Discografia

### Come solista

#### Album
- 2012 - Can't Be Forever Young (only in dreams)
- 2012 - Good New Times (only in dreams)
- 2021 - Lives By The Sea (only in dreams)

#### Live
- 2012 - Live In Tokyo tour "Can't Be Forever Young" (only in dreams)

#### Singoli
- 2012 - Lost
- 2013 - The Long Goodbye
- 2014 - Wonderland
- 2014 - Route 6
- 2017 - Taxi Driver
- 2020 - Nothing But Love